# Квантор
Ква́нтор — логічний оператор, що перетворює всякий предикат на предикат меншої місності, зв'язуючи деякі змінні початкового предиката. Повсюдно вживаються два квантори: універсальний (позначається ‘{\displaystyle \forall }’) та екзистенціальний (позначається ‘{\displaystyle \exists }’). Для будь-якого предиката {\displaystyle F(x)} вирази {\displaystyle \forall xF(x)} та {\displaystyle \exists xF(x)} читаються як «усі {\displaystyle x} мають властивість {\displaystyle F(x)}» та «існує (бодай один) {\displaystyle x}, що має властивість {\displaystyle F(x)}» відповідно.

## Квантори в класичній логіці
Квантори були вперше введені в межах класичної логіки. Це універсальний та екзистенціальний квантори. Вони потрібні для вираження загальності наукових положень та тверджень про існування об'єктів, що задовольняють яку-небудь умову.

## Символіка й термінологія
- {\displaystyle \forall } — універсальний квантор або квантор загальності. У природній мові читається як «всі», «кожен», «всякий», «хоч який».
- {\displaystyle \exists } — екзистенціальний квантор або квантор існування. У природній мові читається як «існує (бодай один)», «існують», «знайдеться (бодай один)», «знайдуться», «деякі».

Якщо предикат {\displaystyle F(x)} не містить інших змінних, окрім {\displaystyle x}, вирази {\displaystyle \forall xF(x)} та {\displaystyle \exists xF(x)} є реченнями, що виражають істинні або хибні висловлювання. Перше називається універсальним висловлюванням (або висловлюванням загальності), а друге — екзистенціальним висловлюванням (або висловлюванням існування). Універсальне висловлювання означає, що властивість {\displaystyle F(x)} мають усі індивіди (предмети) з обраної індивідної області; екзистенціальне висловлювання означає, що властивість {\displaystyle F(x)} має бодай один індивід з розглядуваної індивідної області. Коли висловлюватися в теоретико-множинних термінах, універсальне висловлювання говорить, що область істинності предиката {\displaystyle F(x)} є універсальною (збігається з індивідною областю), а екзистенціальне висловлювання говорить, що область істинності предиката {\displaystyle F(x)} непорожня.
Кажуть, що квантор навішується на формулу, яка зображає предикат, до якого застосовується квантор. Якщо формула містить кілька вільних змінних, можна послідовно навістити на неї кілька кванторів; така процедура називається ітерацією кванторів, а квантори, відповідно, називаються ітерованими. Наприклад, якщо {\displaystyle L(x,y)} — двомісний предикат «{\displaystyle x} любить {\displaystyle y}», то навішування квантора загальності по {\displaystyle x} породить предикат {\displaystyle \forall xL(x,y)} — «всі люблять {\displaystyle y}-а», а навішування на цей останній предикат квантора існування по {\displaystyle y} породить висловлювання (нульмісний предикат) {\displaystyle \exists y\forall xL(x,y)} — «існує той, кого люблять усі».
Змінна, яка пишеться після знака квантора, є операторною змінною цього квантора; кажуть, що вона входить у цей квантор. Послідовність знаків кванторів разом з їхніми операторними змінними виписані на початку деякої (квазі)формули, разом називаються її префіксом. Частина (квазі)формули після префікса називається основою цієї (квазі)формули; основа є областю дії кванторів, що входять у префікс. Змінна, що входить в область дії квантора по цій змінній, називається зв'язаною змінною в даній (квазі)формулі. Формула не залежить від своїх зв'язаних змінних: їм не можна приписувати значення, бо квантор, який зв'язує таку змінну, говорить про всю її область значень.
Формули, зокрема речення, що містять префікси, називаються кванторними або квантифікованими. Для формулювання висловлювань про кванторні формули в метамові вводять позначення для кванторів у вигляді великої латинської літери ‘Q’. Відтак висловлювання «існує той, кого люблять усі» має структуру, що запишеться в метамові як {\displaystyle QyQxL(x,y)}.

## Закони кванторів
Квантори двоїсті один щодо одного; інакше кажучи, загальнозначущими є еквівалентності
{\displaystyle \neg \forall xF(x)\equiv \exists x\neg F(x)},
{\displaystyle \neg \exists xF(x)\equiv \forall x\neg F(x)}.
Це дозволяє вживати в символіці лише один з кванторів, або вводити один з них означенням через інший. Докладніше див. статтю Квантифікація.

## Історія вивчення кванторів
Квантори вживаються в будь-якому осмисленому тексті. Однак протягом тисячоліть їхнє вживання було чисто інтуїтивним і не до кінця усвідомленим навіть у математиці; кванторні вирази формулювалися словами, спеціальних символів для їхнього позначення не було. Як теоретичні об'єкти квантори вперше введені Г. Фреге в роботі Begriffsschrift 1879 р. разом з теорією їх застосування (див. Теорія квантифікації). Терміни «квантор» і «квантифікація» ввів у 1885 р. Чарлз Сандерс Пірс, який перевідкрив тоді квантори. Сучасна символіка на позначення кванторів належить Б. Расселу, який модифікував відповідні позначення Дж. Пеано. Сучасні математики на відміну від логіків продовжують формулювати кванторні вирази переважно словами, однак вивчають теорію квантифікації з метою уникнення помилок під час навішування кванторів.